# Reichsstraße 162
Die Reichsstraße 162 (R 162) war bis 1945 eine Staatsstraße des Deutschen Reichs in der preußischen Provinz Pommern. Sie führte von Wangerin (polnisch: Węgorzyno) über Labes (Łobez) und Schivelbein (Świdwin) bis nach Bad Polzin (Połczyn-Zdrój) und stellte eine Verbindung der Reichsstraße R 158 in Wangerin (Berlin – Königsberg (Neumark) – Stargard in Pommern – Dramburg – Neustettin – Rummelsburg (Pommern) – Lauenburg (Pommern)) mit der R 124 in Bad Polzin (Kolberg – Belgard – Tempelburg – Deutsch Krone) und der R 161 in Labes (Kolberg – Plathe – Labes) dar.
Die Gesamtlänge der R 162 betrug 57 Kilometer.
Heute verlaufen auf der Trasse der ehemaligen R 162 Teilstrecken der Woiwodschaftsstraßen Droga wojewódzka 151 und Droga wojewódzka 152 innerhalb der Woiwodschaft Westpommern.

## Straßenverlauf der R162
(Heutige Droga wojewódzka 151)
Provinz Pommern (heute Woiwodschaft Westpommern):
Landkreis Regenwalde (heute Powiat Łobeski (Kreis Labes)):

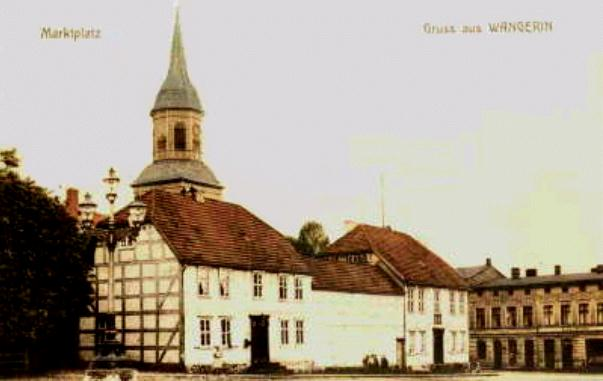
Der Marktplatz in Wangerin (Węgorzyno) um 1890

- Wangerin (Węgorzyno) (Anschluss: R 158 Berlin – Stargard – Dramburg – Neustettin – Rummelsburg (Pommern) – Lauenburg (Pommern), heute Droga krajowa 20)

X Reichsbahnstrecke Ruhnow – Neustettin – Schlochau – Konitz (heutige polnische Staatsbahnlinie Nr. 210: Runowo Pomorskie – Szczecinek – Człuchów – Chojnice) X
~ Brzeźnica Węgorza ~
X Reichsbahnstrecke Berlin – Stettin – Danzig   (Staatsbahnlinie Nr. 202: Stargard – Gdańsk) X

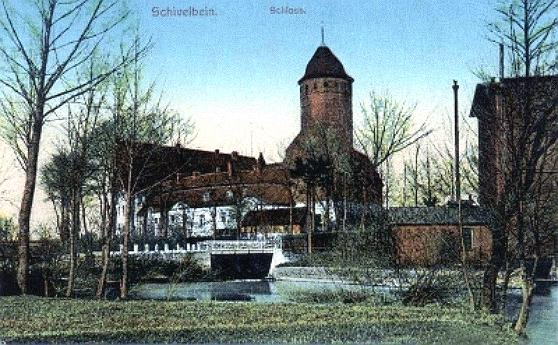
Das Schloss in Schivelbein (Świdwin) um 1890

- Labes (Łobez) (Anschluss: R 161, heute Droga wojewódzka 148)

~ Rega ~
X Reichsbahnstrecke Berlin – Stettin – Danzig (wie oben) X
- Büssow (Byszewo)

~ Fuchsfließ (Stara Rega) ~
Landkreis Belgard (Persante) (heute: Powiat Świdwiński (Kreis Schivelbein))
- Schlönwitz (Słonowice)

~ Rega ~
X Reichsbahnstrecke Berlin – Danzig (wie oben) X
- Schivelbein (Świdwin)

 (heutige Droga wojewódzka 152):
X Reichsbahnstrecke Berlin – Danzig (wie oben) X
~ Rega ~

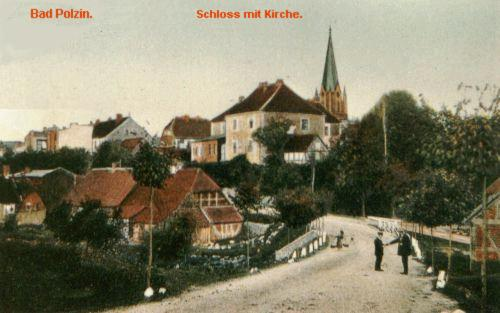
Kirche und Schloss in Bad Polzin (Połczyn-Zdrój) um 1900

X Reichsbahnstrecke Schivelbein – Gramenz – Zollbrück (heutige Staatsbahnlinie Nr. 421: Świdwin – Połczyn-Zdrój) X
- Simmatzig (Smardzko)
- Alt Schlage (Sława)

~ Rega ~
- Redel (Redło)

~ Muglitz (Mogilica) ~
- Dewsberg (Dziwogóra)
- Groß Hammerbach (Przyrowo)

X Reichsbahnstrecke Schivelbein – Gramenz – Zollbrück (wie oben) X
- Bad Polzin (Połczyn-Zdrój) (Anschluss: R 124 Kolberg – Belgard – Tempelburg – Deutsch Krone)